# Psychologie van A tot Z

## A
Aandacht –
Aangeleerde hulpeloosheid –
Aanpassingsvermogen –
Aanvaarding –
Abraham Maslow –
Additieve-factoren-methode –
Adolescentie –
Afasie –
Affect –
Affectie –
Afweermechanisme –
Agorafobie –
Agnosie –
Agrafie –
Agressie –
Mary Ainsworth –
Alan Baddeley –
Alexithymie –
Alfred Adler –
Gordon Allport –
Altruïsme –
Amnesie –
Amygdala –
Analogie –
Analytische introspectie –
Angst –
Angst (sport) –
Angststoornis door een somatische aandoening –
Anhedonie –
Anima –
Anomie –
Antisociale persoonlijkheidsstoornis –
Apathie –
Arbeidspsychologie –
Arbeids- en organisatiepsychologie –
Archetype –
Arousal –
Solomon Asch –
Eugene Aserinksy –
Aspirationele leeftijd –
Roberto Assagioli –
Assimilatie –
Assertiviteit –
Associatie –
Attributie –
Autisme –
Autobiografisch geheugen –
Automatiseren –
Autonomie –
Autoritarisme –
Autosuggestie –
Aversietherapie –
Axenroos

## B
Ben Baarda –
Albert Bandura –
Reuven Bar-On –
Frederic Bartlett –
Beelddenken –
Begaafdheid –
Begeerte –
Behaviorisme –
Behoefte –
Behoeftetheorie van Murray –
Bekrachtiging –
Belgische Federatie van Psychologen –
The Bell Curve –
Beloning –
Jay Belsky –
Jozien Bensing –
Beperkte rationaliteit –
Frits Bernard –
Bevestigingsleer –
Bewustzijn –
Bezigheidstherapie –
Bruno Bettelheim –
Bewustzijn (algemeen) –
Bewustzijn (qualia) –
Steve Biddulph –
Big five –
Bindingsangst –
Bindingsprobleem –
Alfred Binet –
Bio-energetica (therapie) –
Biologische psychologie –
Biopsychosociaal model –
BIRG –
Blaming-the-victim –
The Blank Slate –
Eugen Bleuler –
Blindzien –
Boeddhistische psychologie –
Bouma –
Tom ter Bogt –
Ingeborg Bosch –
Brein –
Brenda Milner –
Donald Broadbent –
Karl Bühler –
Burn-out –
Tony Buzan

## C
Calimerocomplex –
Cartesiaans theater –
CASSA –
Categorisatie –
Catharsis –
Raymond B. Cattell –
Jean-Martin Charcot –
C.G. Jung-Instituut Zürich –
Chasmologie –
Choqueren –
Circadiaan ritme –
Cliëntgerichte psychotherapie –
Édouard Claparède –
Cognitie –
Cognitief proces –
Cognitieve dissonantie –
Cognitieve neurowetenschap –
Cognitieve psychologie –
Cognitieve revalidatie –
Cognitieve stijl –
Cognitieve veroudering –
Collectief geheugen –
Compensatie –
Complottheorie –
Compulsie –
Conditionering –
Conditioneringswetten –
Conformisme –
Congruentie –
Connectionisme –
Connectoom –
Consolidatie –
Contiguïteit –
Contingent negative variation –
Contrast –
Coping –
Coprolalie –
Counseling –
Couvade –
Creativiteit –
Criminologie –
Lee Cronbach –
Mihaly Csiksentmihalyi –
Culturele psychologie –
Anne Cutler –
Cynisme

## D
Antonio Damasio –
Darwin –
Debriefing –
Declaratief geheugen –
Defaultnetwerk –
Stanislas Dehaene –
Déjà vu –
Delay discounting –
Denken –
Denkstoornis –
Depressie –
Daniel Denett –
Depersonalisatie –
De Derde Golf –
Lucas Derks –
John Dewey –
Dialogical Self Theory –
Dichotische luistertaak –
René Diekstra –
Dieptepsychologie –
Differentiële psychologie –
Directieve therapie –
Dissociatie –
F.C. Donders –
Jos van der Donk –
Dopamine –
Double bind –
Douwe Draaisma –
Drempelwaarde –
Piet Drenth –
Droom –
De droomduiding –
DSM-IV –
Dualisme –
Guillaume-Benjamin Duchenne –
Bert Duijker

## E
Eating fetish –
Echolalie –
Echoïsch geheugen –
Eclecticisme –
Else-Marie van den Eerenbeemt –
Ego –
Egocentrisme –
Egodystonie –
Egosyntonie –
Eigenwaarde –
Elektro-encefalogram –
Paul Ekman –
Elaboratie –
Elaboration likelihood model –
Elektracomplex –
ECT –
Albert Ellis –
Emotie –
Emotionele afzondering –
Emotionele intelligentie –
Empathie –
Enantiodromie –
Encefalisatiequotiënt –
Encephalitis lethargica –
Entheogeen –
Episodisch geheugen –
Equipotentialiteit –
Equifinaliteit –
Eriksen flankertaak –
Erik Erikson –
Erotiseren –
Error-related negativity –
Eruptio –
Ervaring –
ERP –
Es –
Escapisme –
E-therapeut –
E-therapie –
Ethologie –
Event-related potential –
Evolutionaire epistemologie –
Evolutionaire leiderschapstheorie –
Evolutionaire psychologie –
Excentriciteit –
Executieve functies –
Exitcounseling –
Experiëntiële vermijding –
Experimentele psychologie –
Experiment van Milgram –
Expliciet geheugen –
Expressed emotion –
Extravert –
Hans Eysenck

## F
Faalangst –
Familieopstellingen –
Fantasie en dagdromen –
Fantoompijn –
Fantoomledemaat –
Gustav Theodor Fechner –
Figuur van Thiery –
Fixatie –
Filtertheorie –
Flashback –
Flitsherinnering –
Flow –
Théodore Flournoy –
Fobie –
Forer-effect –
Fotografisch geheugen –
Fouthandeling –
Marie-Louise von Franz –
Frenologie –
Fysiologische psychologie –
Anna Freud –
Sigmund Freud –
Freudiaanse verspreking –
Nico Frijda –
Erich Fromm –
Functieleer –
Fundamentele attributiefout

## G
GAF-score –
Phineas Gage –
Franz Joseph Gall –
Piotr Galperin –
Michael Gazzaniga –
Gebied van Brodmann –
Gebied van Wernicke –
Gebied van Broca –
Gedachte –
Gedrag –
Gedragstherapie –
Gedragswetenschap –
Geest –
Geheugen –
Geheugendetector –
Geheugenmodel van Atkinson en Shiffrin –
Gelaatsexpressie –
Geloof –
Gemoedstoestand –
Gender –
Genitale fase –
Gestaltpsychologie –
Gestaltwetten –
Gespleten brein –
Getalbegrip –
Gevoel –
Gissen en missen –
Werner Wolf Glaser –
Glimlach –
Glossolalie –
Rainer Goebel –
Daniel Goleman –
Pieter van de Griend –
Adriaan de Groot –
J.P. Guilford

## H
Habituatie –
Granville Stanley Hall –
Hallucinatie –
Donald Hebb –
Hechting (psychologie) –
Hechtingsstoornistheorie –
Johann Friedrich Herbart –
Herinneringsvervalsing –
Hubert Hermans –
Hersenen –
Hersenspoelen –
Frederick Herzberg –
Gerard Heymans –
Hippocampus –
Peter Hoefnagels –
Geert Hofstede –
Homunculus –
Hond van Pavlov –
Hoogsensitief persoon –
Marijke Höweler –
Humanistische psychologie –
Hyperactiviteit –
Hypnose –
Hypnotherapie –
Hypomanie –
Hysterie

## I
Ich –
Iconisch geheugen –
Identificatie –
Idiot savant –
Impliciet geheugen –
Impulsiviteit –
Individualpsychologie –
Indoctrinatie –
Infantilisme –
Inhibitie –
Intellectualisatie –
Intelligentie –
Intelligentiequotiënt –
Intimiteit –
Intrigant –
Introjectie –
Introspectie –
Introvert –
Introvert en Extravert –
Intuïtie –
Inversietheorie –
Isolatie

## J
William James –
Pierre Janet –
Jeugdamnesie –
Michel Jouvet –
Carl Gustav Jung –
Jungiaanse psychoanalyse –
C.G. Jung-Instituut Zürich –
Henk Jurriaans

## K
Daniel Kahneman –
Karakter –
Klassieke conditionering –
Kleine Opstelling –
Klinische depressie –
Klinische psychologie –
Koelkastmoedertheorie –
Kortetermijngeheugen –
Kurt Koffka –
Lawrence Kohlberg –
Wolfgang Köhler –
Dolph Kohnstamm –
Rita Kohnstamm –
Peter van Koppen –
Kortetermijngeheugen –
Stephen Kosslyn –
Ernst Kretschmer –
Kuleshov-effect –
Kunstzinnige therapie

## L
Lach –
Langetermijngeheugen –
Karl Lashley –
Latentiefase –
Lateraal denken –
Lateraliteit –
Leary –
Leercurve –
Leerpsychologie –
Leiderschap –
David Jacob van Lennep –
Leugen –
Leugendetectie –
Leugendetector –
Levels-of-processing –
Willem Levelt –
Kurt Lewin –
Lexicale decisie –
Lezen –
Lichaamstaal –
Liefde –
Lijst van psychologen –
Johannes Linschoten –
Alexander Lowen –
Loyaliteitsmisbruik –
Lucide droom –
Alexander Luria –
David T. Lykken

## M
Manie –
Manipulatie –
Mascotte –
Abraham Maslow –
Max Planck Instituut voor Psycholinguïstiek –
Harry McGurk –
Mcgurkeffect –
Roy Meadow –
Megalomanie –
Mentaal verzuim –
Mentale beeldvorming –
Mentale chronometrie –
Mentale inspanning –
Metabletica –
Albert Michotte –
Stanley Milgram –
Arnold Mindell –
Minderwaardigheidscomplex –
Mnemotechniek –
Motivatie –
Muziektherapie

## N
Napoleoncomplex –
Narcisme –
Narcistische persoonlijkheidsstoornis –
Nature-nurture-debat –
Nederlands Instituut van Psychologen –
Neglect –
Ulrich Neisser –
Neuraal netwerk –
Neurolinguïstisch programmeren –
Neuropsychologie –
Neurofilosofie –
Neurose –
Neuroticisme –
Non-verbal Learning Disabilities –
Norrmalmstorg-overval –
Joseph Nuttin

## O
Obsessie –
Obsessieve-compulsieve stoornis –
Oedipuscomplex –
Omstandereffect
Onderbewustzijn –
Ontkenning –
Ontwikkelingspsychologie –
Ontwikkelingsstoornis –
Operante conditionering –
Oplichterssyndroom –
Optimisme –
Optologie –
Orale fase –
Organisatiepsychologie –
Oriëntatiereactie –
Ouderverstotingssyndroom –
Overeenstemmingsexperimenten van Asch –
Overspannenheid

## P
P300 –
Palilalie –
Paniek –
Sergei Pankejev –
Parapsychologie –
Carel Frederik van Parreren –
Past Reality Integration –
Pathologisch liegen –
Ivan Pavlov –
Wilder Penfield –
Penopauze –
Irene Pepperberg –
Persona –
Persoonlijkheid –
Perverse triade –
Pessimisme –
Syndroom van Peter Pan –
Jean Piaget –
Piekeren –
Steven Pinker –
Piramide van Maslow –
Placebo –
Hilde van der Ploeg –
Portaal:Psychologie –
Michael Posner –
Positieve psychologie –
Posttraumatische groei –
Posttraumatische stressstoornis –
Postural integration –
Henri van Praag –
Prepulsinhibitie –
Priming –
Procedureel geheugen –
Projectie –
Process oriented psychology –
Prosopagnosie –
Psychasthenie –
Psychodiagnostiek –
Psychiater –
Psychische aandoening –
Psychoanalyse –
Psychofysiologie –
Psycholinguïstiek –
Psychologie –
Psychologisch assistent –
Psychologisch refractaire periode –
Psycholoog –
Psychose –
Psychosynthese –
Psychotherapie –
Puzzlebox –
Pijnappelklier

## Q
Qualia

## R
Rationalisering –
Rationeel-emotieve therapie –
Reactievorming –
Rechtspsychologie –
Reductionisme –
Reflex –
Regressie –
Remslaap –
Reminiscentiehobbel –
representatie –
Robert Rescorla –
Géza Révész –
Riagg –
Théodule Ribot –
Remy Rikers –
Franz Riklin –
Beatrijs Ritsema –
Carl Rogers –
Rollenspel –
Edmund Rolls –
Roos van Leary –
Hermann Rorschach –
Rouwverwerking –
Corine de Ruiter –
Leen Ryckaert

## S
Saliency map –
Savantsyndroom –
Schemertoestand –
Schaduw –
Schizofrenie –
Schrikreactie –
Schrijftherapie -
Schrijven –
Selectief mutisme –
Selectieve aandacht –
Self-serving bias –
Selffulfilling prophecy –
Martin Seligman –
Semantisch geheugen –
Sensitisatie –
Sensorisch geheugen –
Separatieangst –
Seriële-positie-effect –
Benny Shanon –
Shell-shock –
Herbert Simon –
Simuleren –
Situationeel leiderschap –
Burrhus Skinner –
Skinner-box –
Slaap –
Slaapwandelen –
Hélène Smith –
Snob (persoon) –
Sociale facilitatie –
Sociale gedragsnormen –
Sociale invloed –
Sociale isolatie –
Sociale psychologie –
Somatische stempel –
Charles Spearman –
George Sperling –
Roger Sperry –
Spiegelen –
Spiegelproef –
Spiral dynamics –
Sportpsychologie –
Spraak –
Johann Spurzheim –
Stanford-gevangenisexperiment –
Stereotiepe-bewegingsstoornis –
Juul Stinissen –
Stockholmsyndroom –
Stress –
Stressreactie –
Stroop-taak –
Structuralisme (sociale wetenschap) –
Sublimering –
Subtekst –
Syndroom van Capgras –
Superego –
Syndroom van Gilles de la Tourette –
Systeemtherapie

## T
Tabula rasa –
Taedium vitae –
Telepathie –
Temperament –
Wilhelm Tenhaeff –
Terror management theory –
Thalamus –
Theory of mind –
Armand Thiery –
Edward L. Thorndike –
L.L. Thurstone –
Tibetaans dodenboek –
Tijdlijn psychologie –
Tijdsperceptie –
Edward B. Titchener –
Anne Treisman –
Trance –
Transgenerationeel trauma -
Trial and error –
Triple-Codes model –
Tuintherapie –
Twijfel

## U
Über-ich

## V
Vaktherapie –
Validiteit –
Vecht- of vluchtreactie –
Verbeeldingskracht –
Verdriet –
Verdringing –
Vergeetcurve –
Antoon Vergote –
Verlegenheid –
Verplaatsing –
Verstand –
Versterkte schrikreactie –
Verwachting –
Verwachtingstheorie –
Visuele halfveldtaak –
Volkspsychologie –
Vreesconditionering –
Vreesreactie –
Vreugde –
Victor Vroom –
Piet Vroon –
Lev Vygotsky

## W
Willem Wagenaar –
Allan Wagner –
John Watson –
Ernst Heinrich Weber –
David Wechsler –
Wechsler Adult Intelligence Scale –
Wechsler Intelligence Scale for Children –
Wechsler Preschool and Primary Scale of Intelligence –
Weerstand –
Werkgeheugen –
Max Wertheimer –
Jeffrey Wijnberg –
Wil –
Woede –
Wilhelm Wundt

## X
Xenolalie

## Y
Wet van Yerkes-Dodson

## Z
René Zazzo –
Zelfactualisering –
Zelfbeschikkingstheorie –
Zelfeffectiviteit –
Zelfherkenning –
Zelfkennis –
Zelfreflectie –
Zichzelf waarmakende voorspelling –
Ziel –
Zondebok –
George Zorab